# Unbreakable (álbum de Fireflight)
Unbreakable é o terceiro álbum de estúdio da banda Fireflight, lançado em 4 de Março de 2008.

## Faixas
1. "Unbreakable" — 3:21
2. "You Gave Me A Promise" — 3:32
3. "Brand New Day" — 4:11
4. "The Hunger" — 3:09
5. "Stand Up" — 3:16
6. "Forever" — 3:43
7. "Go Ahead" — 3:02
8. "The Love We Had Before" — 3:43
9. "So Help Me God" — 3:17
10. "Wrapped In Your Arms" — 3:40

## Desempenho nas paradas musicais
| Parada musical (2006)                   | Posição |
| --------------------------------------- | ------- |
| Estados Unidos - Top Christian Albums   | 15      |
| Estados Unidos - Top Independent Albums | 33      |
| Estados Unidos - Top Heatseekers        | 10      |

## Prémios e nomeações
O álbum foi nomeado para o Dove Award na categoria "Rock/Contemporary Album of the Year", bem como a faixa título  na categoria "Rock/Contemporary Recorded Song of the Year".

## Créditos
- Dawn Michele — Vocal
- Justin Cox — Guitarra, vocal de apoio
- Wendy Drennen — Baixo
- Phee Shorb — Bateria
- Glenn Drennen — Guitarra